# Myrmecophantes clytia
Myrmecophantes clytia là một loài bướm đêm trong họ Geometridae.